# Ѐ
Е с ударение (главна: Ѐ, малка ѐ) е знак от кирилицата. Този знак не е самостоятелна буква и не е вписана нито в българската, нито в друга азбука, а представлява просто буквата е с („тежко“) ударение върху нея.

## Употреба
Най-редовно се използва в македонския книжовен език да се предотврати неяснота в някои случаи:
- „И не воведи нè во искушение, но избави нè од лукавиот“ – тук удареното ѐ има за цел да разграничи частицата не от краткото лично местоимение нè (на стандартен български „ни“), т.е. „И не ни въвеждай в изкушение, но избави ни от лукавия“);
- „Сè што ќе напишете може да се употреби против вас!“ – тук удареното ѐ има за цел да разграничи думата сè (на стандартен български „все“ или „всичко“) от възвратното местоимение се, т.е. „Всичко, което ще напишете, може да се използва срещу вас“, и т.н.

Е с тежко ударение понякога се среща и в ударени български, сръбски или църковнославянски текстове, както и в по-стари (през 19 век или по-рано), руски книги.